# جوزيف بلاكبيرن (لاعب كريكت)
جوزيف بلاكبيرن (بالإنجليزية: Joseph Blackburn)‏ (24 سبتمبر 1852 - 8 يوليو 1922) هو لاعب كريكت بريطاني (وحمل سابقاً جنسية المملكة المتحدة لبريطانيا العظمى وأيرلندا).